# Druga bitka kod El Alameina
Druga bitka kod El Alameina je značajna prekretnica u bitci za Afriku tijekom Drugog svjetskog rata. Odvijala se od 23. listopada do 3. studenoga 1942. Nakon prve bitke kod El Alameina ranije iste godine, Bernard Montgomery je preuzeo zapovjedništvo nad 8. britanskom armijom od Claudea Auchinlecka. Neki povjesničari smatraju, da je ova bitka, uz bitku za Staljingrad donijela prekretnicu tijeku rata i značajno doprinijela porazu Trećeg Reicha.

## Stanje
Do srpnja 1942. njemački Afrički korpus je pod zapovjedništvom generala Erwina Rommela prodro do Egipta i time ugrozio britanske putove snabdijevanja do iza Sueskog kanala. Sad je Rommel vidio priliku za napad, bez obzira na to što je i sam bio ugrožen vrlo razvučenom crtom vlastitog snabdijevanja. 30. kolovoza je počela bitka kod Alam Halfa, koja nije uspjela, pa se očekivao protuudar Montgomeryeve 8. armije. Nijemci su se ukopali u pustinjski pijesak i pripremili obranu.
Nakon dugih šest tjedana oporavka, britanska 8. armija je bila spremna za napad. 200.000 britanskih vojnika i 1000 tenkova borilo se protiv 100.000 vojnika i 500 tenkova Afričkog korpusa.

## Saveznički plan
Operacijom lake noge Bernard Montgomery namjeravao je probiti dva prolaza kroz minska polja Sila osovine kako bi na sjeveru mogao proći tenkovima. Tako su trebali biti uklonjeni njemački tenkovi, a drugi prolaz na jugu je trebao vezati ostatak njemačkih snaga da priteknu u pomoć dijelovima vojske na sjeveru. 
Montgomery je očekivao borbe od oko 12 dana, koja bi se odvijala u tri dijela - upad u protivničke snage - borba izbliza - i, završna pobjeda nad neprijateljem.
Saveznici su tijekom mjesec dana prije bitke izveli niz manevara zavaravanja kako njemačko vodstvo ne bi naslutilo vrijeme i pravac napada. Te su operacije dobile kodno ime Operacija Bertram. Radi zavaravanja su otpočeli s gradnjom naftovoda, a na džipove su montirali maske tenkova. S druge strane, tenkove koji su bili okupljeni na sjeveru su zamaskirali u transportne kamione. Zabuna kod Nijemaca je bila potpuna, jer su očekivali napad na jugu i to znatno kasnije.
Nijemci su se nalazili duž dvaju crta koje su Saveznici prozvali Oxalic linija i Piersonova linija, a između njih je bilo položeno 2,5 milijuna protutenkovskih mina, tzv. vražji vrt.

## Bitka
Bitka je počela 23. listopada u 21:30 snažnom topničkom pripravom. U početku je cilj topničke priprave bila prva, Oxalic linija s minama u njenoj okolici kako bi što brže stigli do sljedeće, Piersonove linije. Kad je počeo napad, prolaz kroz minsko polje nije bio sasvim očišćen. 
Tijekom prve noći, na sjeveru su uspjeli prokrčiti prolaz samo do blizine Piersonove linije. Dalje na jugu je napredovanje bilo veće, no i oni su zaustavljeni kad su stigli do brdskog grebena Miteirya.
Dne 24. listopada umro je general Sila osovine Georg Stumme od srčanog udara. On je zamjenjivao Rommela koji je u to vrijeme bio u bolnici u Austriji. Nakon razdoblja pometnje u kojem nije bilo pravog zapovjednika, Wilhelm Ritter von Thoma je preuzeo glavno zapovjedništvo snaga Sila osovine. Adolf Hitler je zapovjedio Rommelu da ostane u domovini na oporavku. Nakon što se situacija u Sjevernoj Africi dalje komplicirala, Rommel je zamoljen da se vrati na bojište, ako misli da može. Rommel je odmah krenuo u Afriku kamo je stigao 25. listopada.
Nakon neuspjeha ponovljenog napada Saveznika na brdskom grebenu Miteirya, cijeli napad je prekinut. Montgomery je prebacio težište bitke na sjever duž obale gdje je 9. australska divizija otpočela ponovo jedan od noćnih napada kako bi odvratili pozornost Nijemaca s područja gdje se planirao glavni napad. Prvi napad u noći od 25. na 26. listopada je bio uspješan. S druge strane, protunapad koji je Erwin Rommel odmah otpočeo, je propao. Do tog trenutka Saveznici su izgubili 6200, a Sile osovine 2500 ljudi.
Međutim, Rommel je raspolagao još samo s 370 ispravnih tenkova, dok su ih Britanci imali još 900. Bilo je puno manjih bitki, ogorčene obrane tzv. isturenih položaja, a 29. listopada Rommelova crta još nije bila probijena. 
Montgomery, još uvijek uvjeren u pobjedu, pripremio je svoje snage za glavni napad. Nizom manjih napada i akcija Britanaca, broj Rommelovih tenkova je pao na 102.
Drugi val napada Saveznika se odvijao uzduž obale s ciljem zauzimanja Rahman željezničke pruge i visoravni Tel el Aqqaqir. Napad 2. novozelandske divizije počeo je 2. studenoga 1942., a sljedećeg dana Rommel je imao još samo 35 upotrebljivih tenkova. Snažno napredovanje Saveznika prisililo je Rommela na povlačenje. Istog dana Rommel je dobio od Hitlera telegram sa zahtjevom da se "bori do posljednjeg čovjeka" kako bi spriječio poraz. No, pritisak Saveznika je bio toliko jak, da se Rommel u noći od 3. na 4. studenoga morao potpuno povući. 6. studenoga Nijemci počinju bijeg na zapad; 30.000 njemačkih i talijanskih vojnika se predalo ili je zarobljeno.
Dne 10. studenoga je Winston Churchill u svom govoru toj bitci posvetio sljedeće riječi: „Now this is not the end, it is not even the beginning of the end. But it is, perhaps, the end of the beginning.“ 
(Prijevod: "Ovo sad još nije kraj, to nije još ni početak kraja, ali je možda kraj početka").
Ova bitka bila je najveća Montgomeryeva pobjeda. Kada je dobio plemićki status, dobio je naziv Vikont Montgomery od Alameina.
Iskrcavanje Saveznika za vrijeme Operacije Baklja u Maroku kasnije u studenom, osiguralo im je potpunu pobjedu nad Silama osovine u Sjevernoj Africi.

## Ratno prizorište danas
Pronalaskom nafte 1966. i njenim crpljenjem od 1968. El Alamein je doživio značajan gospodarski uzlet. Britansko vojno groblje s 7500 grobova kao i njemački i talijanski spomenici poginulima u Drugom svjetskom ratu i danas privlače brojne turiste u El Alamein.

## Vanjske poveznice
Sestrinski projekti
|  | Zajednički poslužitelj ima stranicu o temi Druga bitka kod El Alameina    |
|  | Zajednički poslužitelj ima još gradiva o temi Druga bitka kod El Alameina |